# (317) Roxana
(317) Roxana es un asteroide perteneciente al cinturón de asteroides descubierto el 11 de septiembre de 1891 por Auguste Honoré Charlois desde el observatorio de Niza, Francia.
Está nombrado en honor de Roxana, esposa de Alejandro Magno.